# In Memory of Quorthon
In Memory of Quorthon – limitowany box podsumowujący twórczość szwedzkiego zespołu muzycznego Bathory. Na to wydawnictwo składają się: plakat, książka, trzy płyty kompaktowe, płyta DVD z teledyskiem One Rode to Asa Bay i wywiadem udzielonym dla MTV w 1990 roku. Został wydany 3 czerwca 2006 roku. Wszystkie utwory składające się na to wydawnictwo zostały zremasterowane.

## Lista utworów

### CD 1
1. "Song to Hall Up High" - 2:32
2. "Odens Ride over Nordland" - 2:59
3. "Twilight of the Gods" - 11:04
4. "Foreverdark Woods" - 8:10
5. "A Fine Day to Die" - 8:23
6. "The Woodwoman" - 6:15
7. "I've Had it Coming my Way" (nagrane jako Quorthon) - 3:31
8. "Armageddon" - 2:27
9. "Born to Die" - 3:55
10. "God Save the Queen" (cover zespołu Sex Pistols) - 3:14
11. "The Sword" - 4:07
12. "For All Those Who Died" - 4:54
13. "Call from the Grave" - 4:52
14. "Born for Burning" - 5:10
15. "Boy" (nagrane jako Quorthon) - 7:39

### CD 2
1. "One Rode to Asa Bay" - 10:20
2. "The Lake" - 6:39
3. "The Land" - 6:11
4. "Raise the Dead" - 3:39
5. "War Pigs" (cover zespołu Black Sabbath) - 8:47
6. "Enter the Eternal Fire" - 6:57
7. "Blood Fire Death" - 10:28
8. "Ring of Gold" - 5:35
9. "War Machine" - 3:18
10. "War" - 2:14
11. "Ace of Spades" (cover zespołu Motörhead) - 5:12
12. "Death and Resurrection of a Northern Son" - 8:21
13. "The Ravens" - 1:08

### CD 3
1. "The Wheel of Sun" - 8:45
2. "Apocalypse" - 3:48
3. "Black Diamond" (cover zespołu KISS) - 6:09
4. "Woman of Dark Desires" - 4:05
5. "Destroyer of Worlds" - 4:49
6. "Sea Wolf" - 5:24
7. "Deuce" (cover zespołu KISS) - 3:42
8. "The Return of Darkness and Evil" - 3:50
9. "Day of Wrath" - 7:09
10. "I'm Only Sleeping" (cover zespołu The Beatles nagrany jako Quorthon) - 2:56
11. "Ode" - 6:23
12. "Hammerheart" - 3:53
13. "Heimfard" - 2:06
14. "Outro" - 0:24
15. "You Just Got to Live" (nagrany jako Quorthon) - 5:04
16. "Silverwing" (nagrany wraz z Jennie Tebler) - 5:15
17. "Song to Hall up High" (wersja ze śpiewem w wykonaniu Jennie Tebler) - 2:31

### DVD
1. "One Rode to Asa Bay"
2. "MTV Interview"
3. "Hammerheart Promotional Footage"

## Twórcy
- Ace "Quorthon Seth" Thomas Forsberg - śpiew, gitara, gitara basowa, perkusja
- Jennie Tebler - śpiew